# Aberdeen Football Club 1978-1979
Questa voce raccoglie le informazioni riguardanti l'Aberdeen Football Club nelle competizioni ufficiali della stagione 1978-1979.

## Stagione
All'inizio della stagione venne ingaggiato l'allenatore del St. Mirren Alex Ferguson che condusse i Dons fino ai turni conclusivi delle coppe nazionali; eliminata in semifinale di Coppa di Lega, per il secondo anno consecutivo la squadra giunse in finale di Scottish Cup, affrontando i Rangers. Pur perdendo di nuovo il trofeo l'Aberdeen, giunto nel frattempo quarto in campionato, poté comunque ottenere l'accesso alle coppe continentali grazie al posto in zona UEFA lasciato libero dagli avversari secondi classificati.
In Coppa delle Coppe l'Aberdeen passò il primo turno rimontando nella gara di ritorno in casa lo svantaggio ottenuto all'andata con il Marek Dupnica, ma non riuscì a fare altrettanto nel turno successivo, dove due reti segnate in tre minuti al ritorno contro il Fortuna Düsseldorf non furono sufficienti ai Dons per rimediare al 3-0 subìto all'andata.

## Divise
Lo sponsor tecnico per la stagione 1978-1979 è Admiral.
| Manica sinistra · Maglietta · Maglietta · Manica destra · Pantaloncini · Calzettoni |

## Rosa
| N. |                   | Ruolo | Calciatore     |
| -- | ----------------- | ----- | -------------- |
|    | Scozia (bandiera) | P     | Bobby Clark    |
|    | Scozia (bandiera) | P     | John Gardiner  |
|    | Scozia (bandiera) | P     | Jim Leighton   |
|    | Scozia (bandiera) | D     | Neil Cooper    |
|    | Scozia (bandiera) | D     | Andy Dornan    |
|    | Scozia (bandiera) | D     | Willie Garner  |
|    | Scozia (bandiera) | C     | Derek Hamilton |
|    | Scozia (bandiera) | D     | Stuart Kennedy |
|    | Scozia (bandiera) | D     | Alex McLeish   |
|    | Scozia (bandiera) | D     | Chic McLelland |
|    | Scozia (bandiera) | D     | Willie Miller  |
|    | Scozia (bandiera) | D     | Doug Rougvie   |
|    | Scozia (bandiera) | C     | Neale Cooper   |
|    | Scozia (bandiera) | C     | John McMaster  |

| N. |                   | Ruolo | Calciatore      |
| -- | ----------------- | ----- | --------------- |
|    | Scozia (bandiera) | C     | Ian Scanlon     |
|    | Scozia (bandiera) | C     | Neil Simpson    |
|    | Scozia (bandiera) | C     | Joe Smith       |
|    | Scozia (bandiera) | C     | Gordon Strachan |
|    | Scozia (bandiera) | C     | Dom Sullivan    |
|    | Scozia (bandiera) | C     | Andy Watson     |
|    | Scozia (bandiera) | A     | Steve Archibald |
|    | Scozia (bandiera) | A     | Duncan Davidson |
|    | Scozia (bandiera) | A     | Ian Fleming     |
|    | Scozia (bandiera) | A     | Joe Harper      |
|    | Scozia (bandiera) | A     | Drew Jarvie     |
|    | Scozia (bandiera) | A     | Danny McGeough  |
|    | Scozia (bandiera) | A     | Mark McGhee     |

## Risultati

### Coppa delle Coppe
| Arbitro: | van Melkebeeke |

|                                  |           |                      |
| V. Petrov 67’ I. Petrov 70’, 89’ | Marcatori | 6’ Jarvie 76’ Harper |

| Arbitro: | Keizer |

|                                    |           |  |
| Strachan 63’ Jarvie 78’ Harper 81’ | Marcatori |  |

| Arbitro: | Thime |

|                                 |           |  |
| Günther 14’, 58’ Zimmermann 83’ | Marcatori |  |

| Arbitro: | Correia |

|                          |           |  |
| McLelland 54’ Jarvie 57’ | Marcatori |  |